# غيسن

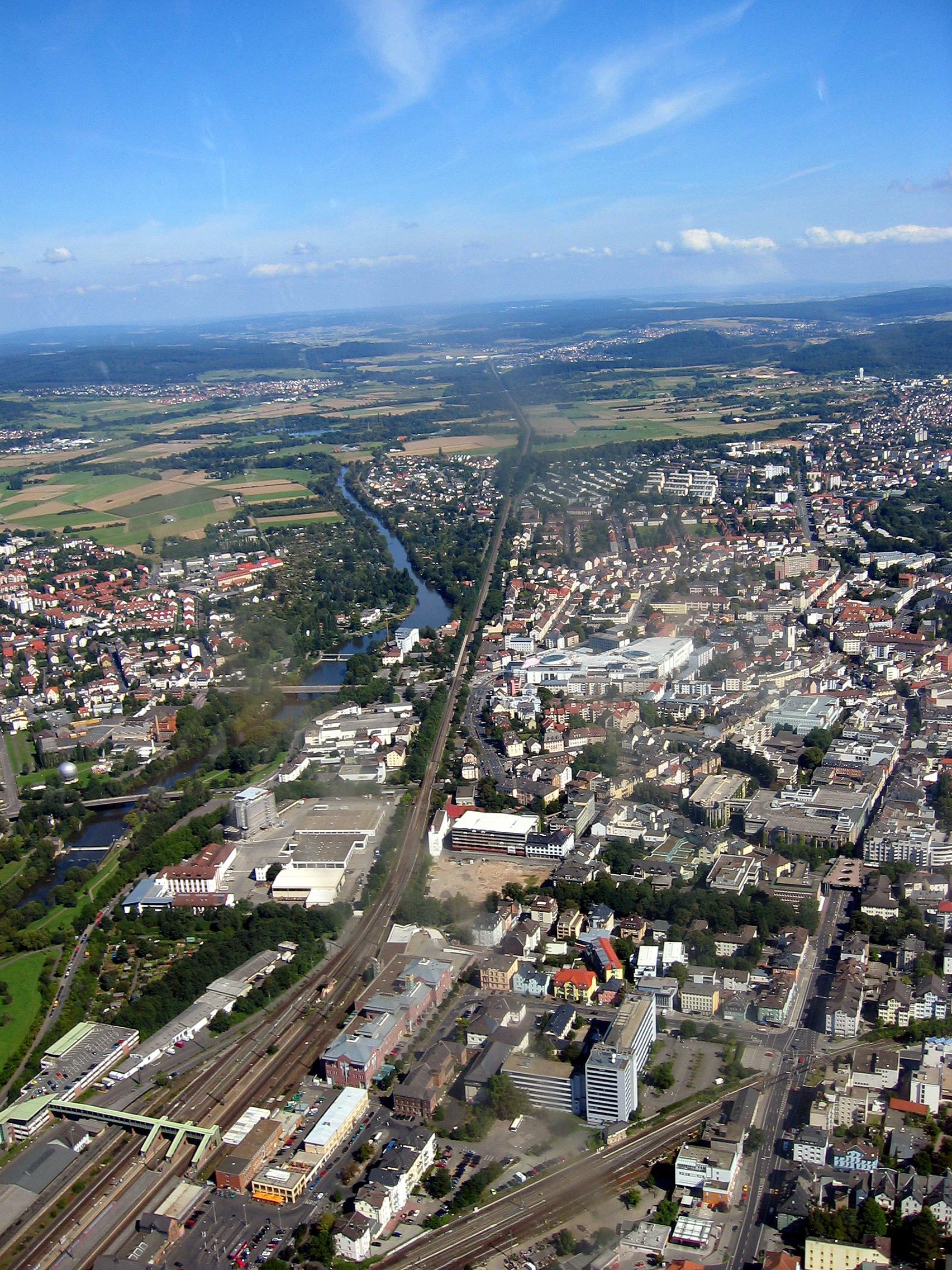

غيسن (بالألمانية Giessen) هي مدينة ألمانية تقع في ولاية هسن ويبلغ عدد السكان فيها الـ74 ألف نسمة وتوجد فيها جامعة ومدرسة تعليم عالي، وتعتبر المدينة نقطة تقاطع طرق مهمة ويوجد فيها المركز الإداري للمنطقة.
تقع المدينة على نهر اللاّن Lahn وتبعد عن مدينة فيتسلار 12 كم وعن مدينة ماربورغ 30 كم وتقع غيسن 70 كم شمال مدينة فرانكفورت.

## لمحة تاريخية
ذكرت غيسن لأول مرة في الوثائق التاريخية كمدينة في عام 1248, وفي عام 1300 تم بناء القصر القديم حالياً, وفي عام1450 تم بناء أول كنيسة في المدينة والتي دمرت لاحقاً خلال الحرب العالمية الثانية.
في عام 1535 قام غراف هسن فيليب الكريم بتحصين المدينة وبناء القصر الجديد الحالي.
في عام 1607 تم تأسيس الجامعة وبعد ذلك بسنتين تم تأسيس الحديقة النباتية وتعتبر من الأقدم من هذا النوع في ألمانيا وقد إنخفض عدد سكان المدينة بشكل ملحوظ بين عامي 1634-1635 بسبب وباء الطاعون وفي القرن الثامن عشر بسبب الحروب في المنطقة.
في عام 1849 تم ربط المدينة بشبكة السكة الحديدية باتجاه فرانكفورت وفي عام1862 باتجاه كولن.
في عام 1893 بنيت الكنيسة الجديدة وتم افتتاح المسرح في عام 1907 ويضم أحياء جديدة إلى المدينة بلغ عدد سكانها في عام 1939 42 ألف نسمة وقد دمر حوالي 90% من وسط المدينة و67% من إجمالي المدينة بسبب القصف الجوي البريطاني عام 1944 خلال الحرب العالمية الثانية.
وبعد احتلال الأمريكان للمدينة قامت المدينة باستقبال عدد كبير من اللاجئين والمُهَجّرين بسبب الحرب حيث بلغت نسبتهم 20٪ من إجمالي سكان المدينة وقد قامت المدينة باستقبال اللاجئين من ألمانيا الشرقية قبيل انهيار الاتحاد السوفيتي في عام 1989.

## معالم المدينة
بعتبر المسرح هو أحد أهم معالم المدينة ويتسع لـ600 شخص، حيث تعرض فيه الحفلات الموسقية والمسرحيات.
إلى جانب مسرح المدينة هناك الماتيماتيكم Mathematikum وهو متحف فريد من نوعه في ألمانيا، حيث يختص هذا المتحف بعرض الخدع البصرية المتعلقة بمجال الرياضيات.
هناك أيضاً كنيسة يوهانس البروتستانتية ببرجها الذي يبلغ ارتفاعه 75 متراً.
ومن معالم المدينة أيضاً المقبرة القديمة der alte Friedhof والتي تم انشاؤها عام 1530, حيث تضم بجانب القبور القديمة لسكان المدينة قبر الفيزيائي المشهور فيلهلم كونراد رونتغن Wilhelm Conrad Röntgen مكتشف الأشعة السينية (أو مايسمى أشعة إكس x) والحاصل على جائزة نوبل للفيزياء، حيث كان رونتغن بروفسوراً في جامعة غيسن في ذلك الحين.

## التعليم العالي
تم تأسيس جامعة يوستوس ليبيج (Justus Liebig Universität) في عام 1607 وتضم الجامعة حوالي 21 ألف طالب وهي إحدى أهم الجامعات في مجال الطب البيطري وعلوم الزراعة، يوجد في غيسن أيضاً مدرسة تعليم عليا (Technische Hochschule Mittelhessen) والتي تضم حوالي 10 الآف طالب في المجالات التقنية.

## وصلات خارجية
- مدينة غيسن  دويتشة فيلله العربية.